# Георги Каракехайов
Георги Христов Каракехайов е български офицер, инженер, генерал-майор.

## Биография
Роден е на 21 ноември 1926 г. в пашмаклийското село Аламидере. Завършва основно образование в родното си село, а средно образование в Хасково. От 1946 до 1949 г. учи в Държавното железопътно училище и завършва неговия 24-ти випуск в специалност „Машинно-локомотивна“. След това се записва в специалност „Инженерно-сапьорна“ на Народното военно инженерно училище в Свищов. Завършва 72-ри випуск през септември 1951 г., когато му е присвоено звание лейтенант. До 1953 г. е командир на взвод и рота в Народното военно инженерно училище в Свищов. След това е назначен в отдел „Военни съобщения“ на Министерството на отбраната. За известно време е областен военен жп комендант на гара Горна Оряховица. От 1954 до 1957 г. е началник-щаб на 21-ви жп полк в Горна Оряховица. В периода 1957 – 1962 г. учи строителство и възстановяване на железопътни линии във Военнотехническата академия за тил и транспорт в Санкт Петербург. Между 1957 и 1964 г. е началник на техническо отделение в отдел „ВОСО“ на Министерството на народната отбрана. В периода 1965 – 1975 г. е последователно началник-щаб (1965 – 1967) и командир на бригада за жп и свързочно строителство (1967 – 1975). От април до септември 1966 г. за кратко е временно изпълняващ длъжността командир на бригадата. Между 1975 и 1992 г. е заместник-началник по строителството и главен инженер на Войските на Министерството на транспорта. Излиза в запаса през 1992 г. Награждаван е с ордените „Георги Димитров“ (1986), „Народна република България“ – I и II степен (1974), „9 септември 1944 г.“ – I степен (21 ноември 1986) и „Червено знаме на труда“ (Указ № 1702/1969;1974). Бойното знаме на Клуба на офицерите и сержантите от запаса и резерва към Войските на Министерството на транспорта и ВТУ „Тодор Каблешков“ носи името на генерал Георги Каракехайов.

## Награди
- орден „Червено знаме на труда“
- орден „Народна република България“ – I степен.
- орден „Народна република България“ – II степен
- орден „9 септември 1944 г.“ – I степен
- орден „Георги Димитров“

## Образование
- Държавното железопътно училище  (1946 – 1949)
- Народно военно инженерно училище (1949 – 1951)
- Военнотехническа академия за тил и транспорт, Санкт Петербург (1957 – 1962), Строителство и възстановяване на железопътни линии

## Военни звания
- Лейтенант (1951)
- Капитан (1954), предсрочно
- Подполковник (1964),
- Генерал-майор (септември 1981)